# Astrognozija
Ástrognozíja je disciplina znotraj astronomije, ki se ukvarja s preučevanjem in prepoznavanjem le zvezd stalnic in drugih nepremikajočih se nebesnih teles, ter orientacijo s pomočjo zvezd.